# 山越伸子
山越 伸子（やまこし のぶこ、1967年12月31日 - ）は、日本の自治・総務官僚。消防庁では初の課長級の管理職を務めた女性。

## 来歴
栃木県宇都宮市出身。東京学芸大学附属高等学校を経て、1990年、東京大学経済学部を卒業し、自治省へ入省（配属は税務局固定資産税課）。同年7月、長崎県総務部地方課。1991年9月、自治省行政局公務員部能率安全推進室。1992年7月、ロンドン大学留学。1993年7月、ケンブリッジ大学留学。1994年7月、自治省行政局振興課。1996年4月、茨城県企画部企画調整課副参事。1997年4月、茨城県企画部企画課企画調整監。1998年4月、茨城県商工労働部観光物産課長。2000年4月、消防庁消防課長補佐。2001年4月、船橋市福祉局長。2003年4月、船橋市健康福祉局長。同年7月、総務省自治財政局公営企業課、地域企業経営企画室課長補佐。2005年4月、総務省自治財政局公営企業課、地域企業経営企画室理事官。同年8月、経済産業省貿易経済協力局貿易管理部貿易管理課原産地証明室長。2006年8月、総務省自治行政局公務員部定員給与調査官。2007年6月、地方公務員災害補償基金訟務課長。2008年4月、東京都東京オリンピック招致本部参事。同年7月、東京都東京オリンピック・パラリンピック招致本部参事。2009年7月、東京都知事本局計画調整担当参事。2010年7月、東京都環境局環境改善部長。2011年8月、総務省自治行政局地域政策課国際室長。2013年4月、総務省自治行政局地域自立応援課過疎対策室長。同年7月、消防庁消防・救急課長。2016年6月、総務省自治行政局地域自立応援課長。2017年7月11日、総務省自治財政局財務調査課長。2018年、総務省自治財政局公営企業課長。2020年、総務省自治行政局公務員部長。2022年、総務省大臣官房総括審議官 (新型コロナウイルス感染症対策・政策企画 (主) 担当 )。2023年、総務省大臣官房地域力創造審議官併任自治行政局新型コロナウイルス感染症対策等地方連携室長併任同室地方連携総括官併任内閣官房副長官補付内閣審議官兼内閣官房観光立国推進室審議官。2024年（令和6年）7月5日、辞職。